# Chalinolobus tuberculatus
Espèce
Statut de conservation UICN

 VU A2ace : Vulnérable
La chauve-souris à longue queue (Chalinolobus tuberculata), ou pekapeka-tou-roa (en maori), est une des quinze espèces de chauves-souris du genre Chalinolobus. Elle est endémique à la Nouvelle-Zélande.

## Description
Le système d'écholocalisation de cette chauve-souris émet également des basses fréquences qui peuvent être entendues par des humains. Elle peut voler à 60 km/h et son habitat couvre une surface de 100 km2. Insectivore, elle se nourrit de petits papillons de nuit, de moucherons, de moustiques et de coccinelles à la lisière des forêts primaires. Elle pèse de 8 à 12 g.

## Reproduction
Les femelles donnent naissance à un seul petit pendant l'été et s'occupent seul de lui, se rassemblant avec les autres femelles dans des groupes allant jusqu'à 150 individus. Ces colonies vont sur un nouvel arbre presque chaque jour, se scindant en des groupes plus petits ou formant des groupes plus importants. Dans certaines régions les grottes calcaires sont également utilisées mais plus comme un perchoir nocturne.